# Jean Baptiste Denis
Jean Baptiste Denis, född cirka 1643, död 1704, var fransk läkare, livmedikus hos Ludvig XIV och professor i filosofi och matematik, som anses ha utfört den första lyckade blodtransfusionen från djur till människa den 15 juni 1667. Det var en 15-årig pojke som efter 20 åderlåtningar fick en mindre mängd blod från ett lamm och som tillfrisknade. En andra transfusion på en annan person lyckades också men den tredje personen avled. Denis arresterades för mord men friades senare och Deputeradekammaren förbjöd 1668 fortsatta transfusioner. Det antas, att så små mängder blod infunderades till de två som överlevde, att deras kroppar kunde hantera de immunologiska reaktionerna.
Uppgifter om den person som avled är osäkra vad som gäller vem det var, sjukhistoria och symtom. Det finns internationellt uppgifter om att den tredje personen var den svenske greven Gustaf Bonde, som emellertid avled redan den 25 maj 1667 i Hamburg, varför de uppgifterna är felaktiga.
Möjligen är beskrivningarna av sjukhistorierna och symtomen i samband med transfusionerna också första gången sådana har nedtecknats.